# 茅兰沟满族蒙古族乡
茅兰沟满族蒙古族乡，是中华人民共和国河北省承德市平泉市下辖的一个乡镇级行政单位。

## 行政区划
茅兰沟满族蒙古族乡下辖以下地区：
茅兰沟社区村、帽子山村、长胜沟社区村、九神庙村、喇嘛洞村、雹神庙村、前营子村、五家村和永盛村。